# Limahong
 (mars 2013).

Fagnon du pirate

Limahong, Lim Hong ou Lin Feng (chinois simplifié : 林凤 ; chinois traditionnel : 林鳳 ; pinyin : Lín Fèng ; pe̍h-ōe-jī : Lîm-Hong), est un pirate et seigneur de la guerre chinois qui a envahi le nord des Philippines en 1574, tentant à deux reprises[réf. nécessaire] de s'emparer de la ville espagnole de Manille. Il s'était fait une réputation par des raids incessants contre les ports du Guangdong, du Fujian et du sud de la Chine.

## Origines
Né dans une famille pauvre du Guandong, à Raoping près de Chaozhou, Limahong se lança très vite dans la piraterie, devenant le chef d'environ 2000 pirates. L'augmentation de ses attaques contre les ports et les navires du sud de la Chine suscita un mandat officiel contre lui.
Il se reconvertit alors dans la piraterie en haute mer, hors de portée du pouvoir de la Dynastie Ming. Il rassembla une flotte d'une quarantaine de navires, avec laquelle il attaqua à nouveau les villes et les ports du sud de la Chine. Il attaqua notamment une ville occupée par Vinh To Quián (Lin Daoqian), un autre pirate, mais celui-ci réussit à s'échapper avec 5 des navires de son ennemi. Limahong captura cependant 55 navires de sa flotte, ce qui monta la sienne à près de 95, faisant de lui une puissance majeure en mer de Chine méridionale.
Vers la fin de 1573, il rassembla une armée de 3000 soldats, criminels et vagabonds et mit le cap sur l'île de Luçon. Il s'y installa et engagea la guerre contre les Espagnols récemment arrivés sur place.
À cette date, une force de 40 000 soldats et 135 navires fut envoyée par le ministre chinois Zhang Juzheng contre les pirates. Au début de 1574, Limahong et ses troupes arrivèrent dans l'actuelle province d'Ilocos Sur (au nord-ouest de Luçon), où ils se heurtèrent au commandant espagnol Juan de Salcedo. Celui-ci les expulsa après un bref combat. Les pirates attaquèrent alors des navires de Manille qui faisaient du commerce avec la Chine, ils apprirent de deux d'entre eux que la ville était nouvelle et relativement mal protégée. Limahong décida alors de la prendre et de s'y installer comme roi (ce qui lui aurait garanti la paix avec la Chine, en vertu de sa politique de neutralité avec ses voisins).

## Limahong à Parañaque
Le 29 novembre 1574, les pirates attaquèrent massivement Parañaque, sur la route d'Intramuros. Les habitants, d'abord désorganisés, se seraient rassemblés sous l'autorité d'un nommé Galo. Grâce à leur résistance et l'arrivée de forces espagnoles d'Ilocos commandées par Juan de Salcedo, les forces de Limahong furent repoussés.
Cette farouche résistance des habitants surprit les pirates, qui s'attendaient à prendre Manille facilement. Les flots de sang répandus à cette occasion valurent à cette bataille le surnom d'« Incident de la mer rouge ». Pour remercier Galo de ses exploits, les autorités espagnoles lui accordèrent le titre de Don. Son nom fut donné au quartier, Don Galo ou Dongalo.

## Limahong à Pangasinan
Repoussé à Manille, Limahong repartit vers le nord, pour s'installer dans le golfe de Lingayen, dans l'actuelle province de Pangasinan. Prospère et assez éloigné des Espagnols et de l'empereur de Chine, l'endroit était favorable à son établissement. Il construisit un fort près de l'embouchure de l'Agno, à 6 km du rivage, constitué d'une palissade de troncs de palmiers et d'un enclos intérieur de planches de palmier, pour abriter son palais. Il construisit également une pagode et des logements pour un établissement permanent.
Il annonça à la population qu'il avait vaincu les Espagnols et qu'il allait devenir leur roi. Il lui fit payer tribut et retint ses principaux chefs comme otages.
Les Espagnols ne pouvaient tolérer l'installation d'un pirate chinois si près de leurs territoires. Un navire rapide envoyé par le gouverneur Lavezares avait suivi la flotte chinoise et rendu compte de ce qui se passait. Le 23 mars 1575, une expédition comprenant environ 256 espagnols et  2 500 soldats philippins, dont le Lakan (roi) de Tondo et ses fils, s'embarqua sur 59 navires philippins à destination de Lingayen.
À Pangasinan, cette armée fut renforcée par plusieurs compagnies de soldats locaux. Ils franchirent la barre de l'Agno le 30 mars, insoupçonnés des Chinois.
Juan de Salcedo avait été nommé commandant à la place de Martin de Goiti. Il était assisté des capitaines Lorenzo Chacon, Pedro de Chavez et Gabriel de Rivera. En entrant dans l'Agno, Salcedo remarqua un endroit étroit où celui-ci pouvait être facilement bloqué. Il s'y installa pour empêcher la fuite des pirates, tandis que Gabriel de Rivera devait attaquer immédiatement par terre avec sa compagnie et que Pedro de Chavez et Lorenzo Chacon devaient remonter le fleuve avec 9 petits bateaux et 80 soldats pour capturer la flotte chinoise. Les forces terrestres devaient mener un assaut simultané, Salcedo attendant la réserve.
La flottille espagnole rencontra 35 vaisseaux chinois qui se préparaient à partir chercher des provisions. Ils furent totalement surpris et lorsque les Espagnols ouvrirent le feu avec leurs arquebuses, ils échouèrent leurs navires et s'enfuirent, malgré leur supériorité numérique.

### Destruction de la flotte chinoise
Le reste de la flotte chinoise était amarré un peu en amont, avec seulement les équipages à bord. Voyant leurs camarades s'enfuir, ceux-ci firent de même, abandonnant leurs navires. Un de ceux-ci prit feu dans la confusion, et rapidement la flotte tout entière, qui comptait plus de 60 navires, fut en flammes.
Les forces terrestres, pour leur part, avaient forcé un des accès du fort, capturant plus de soixante-dix femmes trouvées à l'intérieur et tuant plus d'une centaine de Chinois. Le fort lui-même fut rapidement en flammes, incendié par les pirates ou par les auxiliaires philippins. Cet incendie ralentit l'attaque, en dépit de l'arrivée des soldats de la flottille. L'enclos intérieur resta inviolé et les Espagnols décidèrent de l'assiéger, comptant sur la faim et la soif pour venir à bout de ses occupants.

### Siège du fort
Le siège s'enlisa alors dans des escarmouches entre Espagnols et les petits groupes de Chinois sortis chercher des provisions ou couper du bois. Limahong fit réparer les murs et construire des bateaux à l'intérieur du fort, en utilisant des restes de la palissade extérieure rapportés discrètement durant la nuit.
Au bout de trois mois, constatant l'inutilité de ses efforts, Salcedo convoqua un conseil de guerre pour trouver d'autres moyens d'expulser les Chinois. Les forces espagnoles se retirèrent sur une île du fleuve pour rendre leur blocus plus efficace.
Selon Francisco de Sande, le fort était exactement au nord de l'île, à portée de canon. Un matin, les Chinois essayèrent le canon « Vigilantibus » qu'ils avaient capturé, cassant la jambe du porteur de bannière de Salcedo.

### Fuite de Limahong
Le 4 août 1575, Limahong disposa de 30 bateaux construits à l'intérieur du fort. Le soir même, il s'enfuit par un bras du fleuve inconnu des Espagnols. Salcedo ordonna à ses soldats de disposer des pieux dans le lit du fleuve, et de se cacher sur les rives pour tirer sur les Chinois. Ceux-ci réussirent cependant à retirer assez de pieux pour pouvoir s'échapper.
Limahong mourut probablement peu après.

## Aujourd'hui

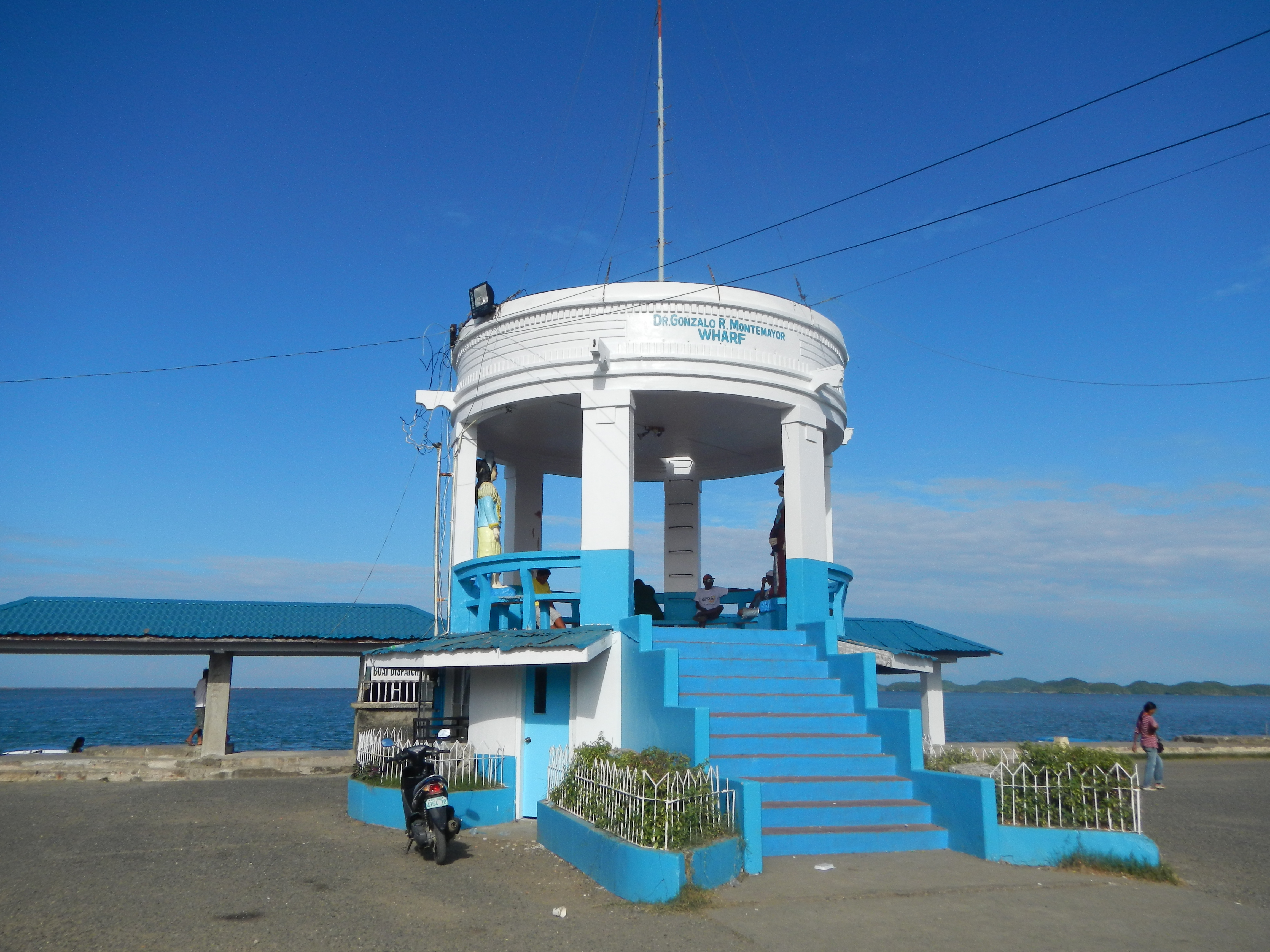
Statue de Limahong (à droite) sous un kiosque à Alaminos.

Aujourd'hui, de nombreux habitants de la province de Pangasinan possèdent des traits chinois, qu'ils devraient au passage de Limahong. Celui-ci possède une statue sur un quai d'Alaminos.